# Deutsche Fußballmeisterschaft 1923/1924
Sedmnáctý ročník Deutsche Fußballmeisterschaft (Německého fotbalového mistrovství) se konal od 11. května do 9. června 1924.
Turnaje se zúčastnilo sedm klubů. Vítězem turnaje se stal potřetí ve své historii 1. FC Norimberk, který porazil ve finále Hamburger SV 2:0.